# Antonín Svoboda (Fußballspieler)
Antonín Svoboda (* 14. März 2002 in Brünn) ist ein tschechischer Fußballspieler.

## Karriere

### Verein
Svoboda begann seine Karriere beim FC Zbrojovka Brünn. Zur Saison 2018/19 wechselte er nach Österreich in die Akademie des FC Red Bull Salzburg. In der Saison 2019/20 spielte er auch für die U-19-Mannschaft in der UEFA Youth League.
Zur Saison 2020/21 rückte er in den Kader des zweitklassigen Farmteams FC Liefering. Sein Debüt für Liefering in der 2. Liga gab er im September 2020, als er am dritten Spieltag jener Saison gegen den FC Wacker Innsbruck in der 69. Minute für Chukwubuike Adamu eingewechselt wurde.
Im Februar 2021 stand er in der UEFA Europa League gegen den FC Villarreal erstmals im Kader von Red Bull Salzburg. Im Rückspiel gegen Villarreal gab er schließlich sein Debüt für die erste Mannschaft Salzburgs. Dies blieb sein einziger Einsatz für die erste Mannschaft der Salzburger, für Liefering absolvierte er insgesamt 22 Zweitligapartien. Nach der Saison 2020/21 verließ er Salzburg und kehrte in seine Heimat zurück, wo er sich dem Erstligisten MFK Karviná anschloss.

### Nationalmannschaft
Svoboda spielte 2017 für die tschechische U-16-Auswahl. Von September 2018 bis März 2019 kam er zu sieben Einsätzen für die U-17-Mannschaft. Im September 2019 debütierte er gegen die Schweiz im U-19-Team.